# Ostritzer BC
Ostritzer BC is een Duitse voetbalclub uit Ostritz, Saksen.

## Geschiedenis
De club was aangesloten bij de Midden-Duitse voetbalbond en promoveerde in 1926 naar de hoogste klasse van Opper-Lausitz, waar de club tot 1930 speelde. Hierna promoveerde club niet meer naar de hoogste klasse en verdween in de anonimiteit.